# Руководители города Кирова
Руководители города Кирова — высшие должностные лица города Кирова. С 2006 года официально должность называется глава города Кирова.
С 1374, когда город впервые упоминается в летописях, Вятка управлялась  Народным собранием (вече). Высшими должностными лицами города в это время были земские воеводы, ватаманы и подвойские. Эта система просуществовала до 1489 года, когда Вятская земля официально признала власть московского князя и город переименован в Хлынов. В 1542 года городу Хлынову была дана губная грамота. Хозяйственными, судебными и финансовыми делами в городе до XVIII века управляли выборные земские старосты и губные головы. 
При Петре I в 1699 году была учреждена должность бурмистра. Бурмистров избирали из числа состоятельных местных граждан сроком на один год. 
Согласно «Жалованной грамоте городам» 1785 года предписывалось избирать Городскую думу один раз в три года. В Вятке первая Городская дума начала свою деятельность 26 августа 1793 года. Городская дума выбирала из своего состава шестигласную думу, которая ведала текущими вопросами городского управления. Возглавлял шестигласную думу городской голова. Первым головой города был выбран  Яков Васильевич Машковцев апреле 1767 года, еще до утверждения «Жалованной грамоты». С  1870 года по Городовому положению появились городские управы, наделённые исполнительскими функциями. Городская дума выполняла распорядительные полномочия.  
С 1991 официальным руководителем города являлся глава администрации города. После изменения устава в 2006 появилась должность Глава города, выбираемая Кировской городской Думой. Полномочия  Главы города и Главы администрации города были разграничены.  
В приведённых ниже списках представлены руководители города Кирова (до 1451 и с 1780 по 1934 год — Вя́тка, с 1457 по 1780 год — Хлы́нов) с 1793 году и до настоящего времени:

## 1793—1917 годы
Вятские городские головы:
| Имя                                  | Даты жизни      | Срок полномочий | Срок полномочий |
| Имя                                  | Даты жизни      | Начало          | Конец           |
| ------------------------------------ | --------------- | --------------- | --------------- |
| Машковцев Афанасий Яковлевич         | 1751–1821       | 1793            | 1794            |
| Хохряков Илья Антонович              | 1743–1814       | 1794            | 1795            |
| Машковцев Степан Яковлевич           | 1746–1811       | 1796            | 1799            |
| Колошин Иуда Сидорович               | 1755–1801       | 1799            | 1801            |
| Машковцев Степан Яковлевич           | 1746–1811       | 1801            | 1802            |
| Хохряков Илья Антонович              | 1743–1814       | 1802            | 1807            |
| Сафонов Павел Иванович               | 1759–1813       | 1807            | 1810            |
| Машковцев Степан Яковлевич           | 1746–1811       | 1810            | 1811            |
| Аршаулов Петр Григорьевич            | 1765–1818       | 1811            | 1814            |
| Рязанцев Василий Филатович           | 1763–1821       | 1814            | 1817            |
| Машковцев Афанасий Яковлевич         | 1751–1821       | 1817            | 1820            |
| Рязанцев Иван Филатович              | 1779–1840       | 1820            | 1823            |
| Машковцев Иван Степанович            | 1779–1855       | 1823            | 1825            |
| Гусев Яков Фокеевич                  | 1761–?          | 1825            | 1829            |
| Короваев (Караваев) Яков Афанасьевич | 1793–1875       | 1829            | 1831            |
| Машковцев Иван Степанович            | 1779–1855       | 1831            | 1834            |
| Рязанцев Михаил Иванович             | 1781–после 1855 | 1835            | 1838            |
| Аршаулов Василий Кузьмич             | 1797– 843       | 1838            | 1844            |
| Гусев Петр Яковлевич                 | 1812–1856       | 1844            | 1847            |
| Моролев Иван Егорович                |                 | 1848            | 1852            |
| Машковцев Аркадий Иванович           | 1819–1866       | 1852            | 1855            |
| Рязанцев Александр Иванович          | 1806–1880       | 1856            | 1859            |
| Прозоров Яков Алексеевич             | 1816–1881       | 1859            | 1861            |
| Блинов Константин Яковлевич          | 1814–ок. 1870   | 1861            | 1865            |
| Клячин Федор Михайлович              | 1810–?          | 1865            | 1867            |
| Сунцов Василий Степанович            | 1831–1886       | 1867            | 1867            |
| Поскребышев Михаил Яковлевич         | 1827–1898       | 1868            | 1870            |
| Шестаков Павел Андреевич             | 1817–?          | 1870            | 1871            |
| Короваев (Караваев) Николай Иванович | 1825–1896       | 1871            | 1876            |
| Еремеев Алексей Дмитриевич           | 1816–1889       | 1877            | 1883            |
| Жирухин Яков Николаевич              | 1829–1895       | 1883            | 1890            |
| Сухов Иван Александрович             | 1850–?          | 1891            | 1897            |
| Поскребышев Яков Иванович            | 1866–1912       | 1897            | 1907            |
| Васнецов Аркадий Михайлович          | 1858–1924       | 1907            | 1908            |
| Синцов Алексей Львович               | 1867–1918       | 1908            | 1909            |
| Шкляев Павел Николаевич              | 1850–?          | 1909            | 1913            |
| Пестов Николай Арсентьевич           | 1857–1918       | 1913            | 1916            |
| Васнецов Аркадий Михайлович          | 1858–1924       | 1916            | 1916            |
| Шкляев Павел Николаевич              | 1850–?          | 1916            | 1917            |
| Алеев Николай Панкратьевич           |                 | сентябрь 1917   | декабрь 1917    |

## 1917—1991 годы
Председатели Вятского (с 1934 г. — Кировского) горисполкома
| Имя                            | Даты жизни      | Срок полномочий | Срок полномочий |
| Имя                            | Даты жизни      | Начало          | Конец           |
| ------------------------------ | --------------- | --------------- | --------------- |
| Попов Михаил Михайлович        | 1886–1963       | декабрь 1917    | апрель 1918     |
| Лалетин Василий Иванович       | 1900–1931       | март 1918       | декабрь 1919    |
| Капустин Петр Павлович         | 1898–1938       | январь 1920     | апрель 1920     |
| Попов Пантелеймон Матвеевич    | 1887–?          | апрель 1920     | июль 1920       |
| Попов Иван Васильевич          | 1894–1952       | июль 1920       | декабрь 1920    |
| Попов Пантелеймон Матвеевич    | 1887–?          | декабрь 1920    | январь 1921     |
| Попов Михаил Михайлович        | 1886–1963       | январь 1921     | март 1921       |
| Удалов Андрей Ильич            | 1884–1960       | март 1921       | июнь 1921       |
| Брусин Давид Ефимович          | 1884–?          | июнь 1921       | октябрь 1921    |
| Лопатин Григорий Матвеевич     | 1894–после 1961 | октябрь 1921    | ноябрь 1922     |
| Лизарев Федор Семенович        | 1882–1937       | март 1923       | апрель 1924     |
| Панфилов Василий Николаевич    | 1895–1941       | июнь 1924       | ноябрь 1925     |
| Свалов Василий Федорович       | 1894 –1973      | ноябрь 1925     | апрель 1928     |
| Малков Александр Михайлович    | 1899 –1991      | апрель 1928     | март 1929       |
| Зарубин Артемий Иванович       | 1886–?          | май 1929        | июнь 1930       |
| Мышкин Азарий Иванович         | 1888–1949       | июль 1930       | август 1930     |
| Ванеев Владимир Григорьевич    | 1896–1941       | август 1930     | сентябрь 1932   |
| Шмидт Василий Васильевич       | 1900–1977       | сентябрь 1932   | декабрь 1933    |
| Барташек Иосиф Иванович        | 1875–1938       | декабрь 1933    | март 1934       |
| Кочетов Иван Степанович        | 1895–?          | март 1934       | август 1935     |
| Лозовский Максим Семенович     | 1899–?          | август 1935     | июнь 1937       |
| Мухин Константин Матвеевич     | 1897–после 1953 | июнь 1937       | май 1938        |
| Вотинцев Мирон Иванович        | 1904–1946       | май 1938        | август 1938     |
| Акимов Федор Иванович          | 1902–1939       | декабрь 1938    | май 1939        |
| Россохин Филипп Алексеевич     | 1904–1983       | июнь 1939       | ноябрь 1941     |
| Солкин Агафоник Семенович      | 1894–1959       | декабрь 1941    | июнь 1943       |
| Смирнов Петр Логинович         | 1903–1983       | июль 1943       | май 1945        |
| Колповский Михаил Андреевич    | 1903–1973       | май 1945        | март 1953       |
| Маяков Александр Петрович      | 1909–1977       | март 1953       | март 1961       |
| Нагорный Владимир Николаевич   | 1928-1996       | март 1961       | июль 1962       |
| Черниговский Николай Павлович  | 1915–1987       | август 1962     | март 1965       |
| Деревской Юрий Иванович        | 1929–2014       | март 1965       | март 1968       |
| Вареник Александр Митрофанович | 1926–2002       | март 1968       | февраль 1973    |
| Ивашевский Анатолий Васильевич | 1925–1995       | февраль 1973    | март 1980       |
| Дзюба Анатолий Иванович        | 1936–2020       | март 1980       | сентябрь 1983   |
| Сухарев Константин Федорович   | 1937–2006       | ноябрь 1983     | май 1990        |
| Михеев Анжелий Михайлович      | 1935–1999       | май 1990        | декабрь 1991    |

Ответственные секретари Вятского горрайкома ВКП(б) (1930–1934), первые секретари Кировского горкома ВКП(б) — КПСС (1934—1991)
| Имя                            | Даты жизни | Срок полномочий | Срок полномочий |
| Имя                            | Даты жизни | Начало          | Конец           |
| ------------------------------ | ---------- | --------------- | --------------- |
| Фишер Александp Иванович       | 1899–1978  | август 1930     | сентябрь 1932   |
| Павлычев Hиколай Александpович | 1901–?     | апрель 1931     | ноябрь 1933     |
| Бобков Александр Алексеевич    | 1900–1985  | декабрь 1933    | декабрь 1934    |
| Андреев Андрей Иванович        | 1903–1969  | декабрь 1934    | август 1935     |
| Грачев Алексей Петрович        | 1896–1938  | август 1935     | апрель 1937     |
| Столяр Абрам Яковлевич         | 1901–1938  | апрель 1937     | июнь 1937       |
| Родин Михаил Наумович          | 1893–1938  | июнь 1937       | март 1938       |
| Шипулин Никанор Петрович       | 1904–1954  | март 1938       | май 1938        |
| Канунников Михаил Яковлевич    | 1902–1984  | июнь 1938       | август 1940     |
| Лукьянов Владимир Васильевич   | 1901–1958  | август 1940     | февраль 1947    |
| Быков Иван Тимофеевич          | 1904–?     | март 1947       | август 1950     |
| Радченко Яков Григорьевич      | 1907–1954  | август 1950     | август 1954     |
| Фокеев Евгений Иванович        | 1909–1980  | август 1954     | май 1957        |
| Мощаков Василий Архипович      | 1905–1986  | май 1957        | июль 1959       |
| Доброрадных Павел Георгиевич   | 1922–1989  | июль 1959       | январь 1963     |
| Беспалов Иван Петрович         | 1915–2011  | декабрь 1964    | март 1968       |
| Деревской Юрий Иванович        | 1929–2014  | март 1968       | сентябрь 1983   |
| Дзюба Анатолий Иванович        | 1936–2020  | сентябрь 1983   | декабрь 1983    |
| Чупраков Вениамин Ильич        | род. 1931  | декабрь 1983    | июль 1987       |
| Тупиков Юрий Федорович         | 1943—2021  | июль 1987       | март 1989       |
| Медведев Иван Лаврович         | род. 1934  | март 1989       | май 1990        |
| Куба Александр Григорьевич     | 1946–2000  | октябрь 1990    | август 1991     |

## С 1991 года
Главы администрации города Кирова:
| Имя                             | Даты жизни | Срок полномочий | Срок полномочий |
| Имя                             | Даты жизни | Начало          | Конец           |
| ------------------------------- | ---------- | --------------- | --------------- |
| Михеев Анжелий Михайлович       | 1935–1999  | декабрь 1991    | ноябрь 1994     |
| Клевачкин Евгений Анатольевич   | род. 1961  | декабрь 1994    | декабрь 1996    |
| Киселёв Василий Алексеевич      | 1945—2025  | декабрь 1996    | март 2006       |
| Плехов Геннадий Иванович        | род. 1955  | март 2006       | январь 2008     |
| Мачехин Георгий Николаевич      | род. 1953  | февраль 2008    | май 2011        |
| Драный Дмитрий Николаевич       | род. 1972  | май 2011        | декабрь 2014    |
| Перескоков Александр Викторович | род. 1965  | декабрь 2014    | октябрь 2017    |
| Шульгин Илья Вячеславович       | род. 1972  | октября 2017    | январь 2020     |
| Осипов Дмитрий Валерьевич       | род. 1969  | июнь 2020       | август 2022     |
| Симаков Вячеслав Николаевич     | род. 1973  | октябрь 2022    | настоящее время |

Председатели Кировской городской Думы (1995–2007) и Главы города Кирова с марта 2006:
| Имя                          | Даты жизни | Срок полномочий | Срок полномочий |
| Имя                          | Даты жизни | Начало          | Конец           |
| ---------------------------- | ---------- | --------------- | --------------- |
| Пименов Александр Михайлович |            | март 1995       | апрель 1997     |
| Никулин Леонид Геннадьевич   | 1950–2010  | апрель 1997     | март 2007       |
| Быков Владимир Васильевич    | род. 1953  | март 2007       | сентябрь 2016   |
| Владыкин Валерий Николаевич  | род. 1959  | сентябрь 2016   | сентябрь 2017   |
| Ковалёва Елена Васильевна    | род. 1963  | сентябрь 2017   | настоящее время |